# Odin Valley
Das Odin Valley ist ein eisfreies Tal im ostantarktischen Viktorialand. Es liegt unmittelbar östlich des Mount Odin.
Das New Zealand Antarctic Place-Names Committee benannte das Tal in Anlehnung an die Benennung des Mount Odin nach Odin, Göttervater, Kriegs- und Totengott der nordischen Mythologie.